# Ičidžinša
Ičidžinša (japonsky 株式会社一迅社, Kabušiki gaiša Ičidžinša) je japonské komiksové a knižní nakladatelství, které se mimo jiné zaměřuje i na publikaci časopisů. 
Společnost byla založena v srpnu 1992 jako kapitálová obchodní společnost, a to pod názvem Studio DNA. Jejím hlavním účelem bylo editovat šónen mangy. V lednu 1998 se ze společnosti stala akciová společnost a započala vydávat tiskoviny. V prosinci 2001 bylo založeno nakladatelství Issaiša, jehož prvním publikovaným časopisem byl šódžo Gekkan Comic Zero Sum. V březnu 2005 se Studio DNA a Issaiša spojily a daly vzniku společnosti Ičidžinša.
V říjnu 2016 byla Ičidžinša odkoupena společností Kódanša a stala se tak její dceřinou společností.

## Časopisy
Časopisy mangy vydávané Kódanšou.

### Vydávané
- Gekkan Comic Zero Sum (šódžo; měsíčník; od roku 2002)
- Comic Rex (šónen; měsíčník; od roku 2005)
- Comic juri hime (šódžo; měsíčník; od roku 2005)
- Manga 4-koma Palette (seinen; měsíčník; od roku 2006)
- Febri (bišódžo; dvouměsíčník; od roku 2010; dříve Chara☆Mel)
- gateau

### Ukončené
- Comic Zero Sum Ward (džosei; dvouměsíčník; 2003–2015)[4][5]
- Comic juri hime S (šónen/seinen; čtvrtletník; 2005–2010)
- Waai! (otokonoko; čtvrtletník; 2010–2014)

### Internetové časopisy
- Comic Zero Sum Online (šódžo; od roku 2011)
- Manga 4-koma Palette Online (???–2015)
- Nico Nico juri hime (2013–2016)
- comic POOL (ve spolupráci s Pixive)
- Cubomi Web Comics (dvoutýdeník; 2012–2013)[6]